# Степное (Богодуховский район)
Степное (укр. Степне) — посёлок,
Степнянский сельский совет,
Богодуховский район,
Харьковская область, Украина.
Код КОАТУУ — 6320888205. Население по переписи 2001 г. составляло 562 (261/301 м/ж) человека.
Являлось до 2020 года административным центром Степнянского сельского совета, в который, кроме того, входило село
Гарбузы́.

## Географическое положение
Посёлок Степное находится недалеко от истоков рек Иваны и Рябинка.
Рядом проходит автомобильная дорога Р-22.

## История
- 1930 — дата основания.

## Экономика
- В селе при СССР была молочно-товарная ферма.

## Объекты социальной сферы
- Степнянский фельдшерско-акушерский пункт.

## Достопримечательности
- Энтомологический заказник местного значения «Степовой». Площадь 5,0 га. Находится на участке у села Степное. Растут лекарственные и красивоцветущие растения. Тут живёт более 40 видов полезных насекомых, в том числе много одиноких земляных пчел, шмелей, бабочек.